# Асланов, Ариф Ази оглы
Ариф Ази оглы Асланов (азерб. Arif Həzi oğlu Aslanov; 1 октября 1938 года, Овруч Житомирской области Украины — 1 мая 2007 года, Баку) — министр автомобильного транспорта Азербайджанской Республики 1991—1996 года.

## Биография
Сын Героя СССР Ази Асланова. В 1963 году окончил Бакинский филиал Одесского института Инженерии Морской Флота, в 1969 году был выпускником по специальности инженер-механик факультета автотранспорта Азербайджанского Политехнического Института , а также в 1983 году Московской академии народного хозяйства.
Свою трудовую деятельность начал с ноября 1961 года и по июль 1966 года работал в организациях республики на разных рабочих, инженерно-технических должностях (1961—1963 года, — препаратор Азербайджанского научно-исследовательского института по добыче нефти, 1963—1964 года, — техник Всесоюзного научно-исследовательского и проектно-технологического института нефтяного машиностроения, 1964—1966 года., — стивидор Бакинского Порта). С 17 июля 1966 года по 1979 год работал на различных должностях такими как инженер, начальник отдела эксплуатации Бакавтотреста, директор Бакинского автопарка, заместителем управляющего Бакинского производственного автотранспортного Объединения Министерства автомобильного транспорта,
Постановлением Совета Министров Азербайджанской ССР № 427 от 25 октября 1979 года Ариф Асланов был назначен на должность заместителя министра автомобильного транспорта Азербайджанской ССР.
Указом Президента Азербайджанской ССР № 239 от 23 мая 1991 года был назначен министром автомобильного транспорта Азербайджанской ССР и до 20 июля 1996 года работал на этой должности.
На XXXII съезде КП Азербайджана Асланов избран членом ЦК КП Азербайджана.
За время деятельности Асланов неоднократно награждался государственными наградами и почётными грамотами .
Имел троих детей.